# 齐老乡
齐老乡，是中华人民共和国河南省周口市淮阳区下辖的一个乡镇级行政单位。

## 行政区划
齐老乡下辖以下地区：
齐老村、柳北村、枣园村、大杜村、齐庄村、老关村、柳南村、张大庄村、小张庄村、随庄村、林寺营村、大崔村、半截楼村、葛集村、金银马村、杞县张村、苗集村、刘庄寨村、于楼村、汤楼村、于集村、付刘庄村、张阁村、大申村、杨楼村、袁楼村、刘圣村和太康张村。